# Салорно
Салорно (итал. Salorno, нем. Salurn) — коммуна в Италии, располагается в регионе Трентино — Альто-Адидже, в провинции Больцано.
Население составляет 2939 человек (2008 г.), плотность населения составляет 89 чел./км². Занимает площадь 33 км². Почтовый индекс — 39040. Телефонный код — 0471.
Покровителем коммуны почитается святой апостол Андрей, празднование 30 ноября.

## Демография
Динамика населения:

## Администрация коммуны
- Официальный сайт: http://www.comune.salorno.bz.it/